# Japanese Journal of Applied Physics
Japanese Journal of Applied Physics is een internationaal, aan collegiale toetsing onderworpen wetenschappelijk tijdschrift op het gebied van de natuurkunde. Het eerste nummer verscheen in 1962.